# تمبل ران
تمبل ران (بالإنجليزية: Temple Run)‏ هي لعبة ☺ثلاتية الأبعاد، لا نهائي، نشرت هذه اللعبة من قبل استديوهات رالي. يتم إنتاجها وتصميمها وبرمجتها من قبل فريق الزوج والزوجة كيث شيبيرد وناتاليا لوكيانوفا، تم إطلاق اللعبة في البداية لأجهزة آي أو إس، ثم أصبحت في وقت لاحق صالحة لأنظمة أندرويد و ويندوز فون 8.
تم إصدار تكملة للعبة الأصلية في 17 يناير 2013 تحت عنوان تمبل ران 2 اعتبارا من يونيو 2014، تم تحميل هذه اللعبة أكثر من 1 مليار مرة.

## روابط خارجية
- تمبل ران على موقع Google Play (الإنجليزية)